# Scott Dixon
Scott Ronald Dixon, född 22 juli 1980 i Brisbane, Queensland, är en nyzeeländsk racerförare, vinnare av Indianapolis 500 2008, samt Indycar Series 2003, 2008, 2013, 2015, 2018 och 2020.

## Racingkarriär

### CART
Dixon började sin karriär i nationella mästerskap i Nya Zeeland, men flyttade sedan till USA, där han slog igenom med att vinna Indy Lights säsongen 2000. Det gav honom möjligheten att graduera till CART inför säsongen 2001, då han fick ett kontrakt med PacWest Racing att ersätta Mark Blundell. Dixon var omedelbart snabbare än den tidigare formel 1-föraren Maurício Gugelmin, och han vann överraskande sin första seger redan i sitt fjärde race på Nazareth Speedway. Hans debutsäsong gav även en tredje plats på Milwaukee Mile, samt tre fjärdeplatser. Han inledde även säsongen 2002 med PacWest, men när de gick i konkurs transfererades han av Toyota till Chip Ganassi Racing, där han fick köra en tredjebil tillsammans med Bruno Junqueira och Kenny Bräck. Han hade inga större framgångar i mästerskapet, och även om han blev tvåa i Denver samma säsong, så räckte det bar till en trettondeplats i en väldigt jämn serie. Det skulle bli Dixons sista säsong i CART sedan Ganassi valde att flytta till IndyCar Series efter säsongen. Dixon gillade inte alls beslutet, då han ville stanna i CART och tävla på konventionella banor (IndyCar tävlade vid tillfället bara på ovaler), men Ganassi hade blivit av med både Junqueira och Bräck (Junqueira av just anledningen att han ville stanna i CART, vilket fick honom att gå till Newman/Haas Racing). Förarkrisen gjorde att Dixon var tvungen att stanna med Ganassi, vilket skulle visa sig vara ett lyckodrag.

### 2003
Dixon skrällde i säsongspremiären på Homestead-Miami Speedway, då han omedelbart presenterade sig genom att vinna sin första seger i IndyCar, i sin allra första tävling. De kommande tävlingarna gav dock inga spektakulära resultat, där han till exempel tvingades bryta i sin debut i Indianapolis 500. När serien kom till de mindre ovalerna Pikes Peak och Richmond hade Dixon hittat tillbaka till vinnarformen, och tog två raka segrar, vilket tog honom från en sjundeplats med nedåtgående trend till en andra plats i mästerskapet. Ojämna prestationer i de kommande tävlingarna såg ut att omöjliggöra hans chanser att vinna titeln, men i det sista tre tävlingarna på superovalerna Chicagoland, Fontana och Texas, tog Dixon tre raka andraplatser i mycket jämna målgångar (Texasloppet avbröts på grund av rödflagg). I och med att Tony Kanaan, Hélio Castroneves och Gil de Ferran alla misslyckades att matcha Dixons resultat i de två första tävlingarna hade han allt i egna händer inför finalen i Texas, med serieledning på samma poäng som Castroneves. Fem förare hade chansen att vinna titeln i det sista racet, men Dixon var den som lyckades bäst av de tre som hade det i egna händer, och tog en andra plats, vilket gjorde att inte ens segern kunde ge de Ferran titeln. Dixon blev till slut mästare med 18 poängs marginal, och var den yngste utländske föraren att vinna ett högrankat formelbilsmästerskap i USA. Segerglädjen grumlades dock av Kenny Bräcks mycket allvarliga krasch som fick tävlingen att avbrytas.

### 2004-2005
Under säsongen 2003 spelade det ingen större roll om man hade chassi ifrån Panoz eller Dallara, samt motor ifrån Honda eller Toyota för att vinna tävlingar, men inför 2004 hade Honda sprungit ifrån Toyota utvecklingsmässigt, samtidigt som Dallarachassiet blivit mer körbart än Panozchassiet. Det hela gjorde att Dixon blev utklassad under säsongen 2004, och han klarade bara av att försvara sin titel med en pallplacering under 16 tävlingar, vilket var en andraplats under våren i Phoenix. Samma år fick han chansen att testa för Williams i formel 1, med ett godkänt resultat, men han fick inga mer samtal ifrån teamet, då han inte längre kunde nå några resultat i IndyCar. Frustrationen tilltog för Dixon, som kraschade två bilar i samma träningspass på Milwaukee Mile, vilket ledde till att han inte kunde starta tävlingen, då han inte längre hade någon bil att tillgå. Ett antal resultat bland de tio bästa räddade en tiondeplats i mästerskapet. Säsongen 2005 blev ännu värre för Dixon, som i sin frustration över bilen kraschade till höger och vänster. Ganassi sades ha tappat förtroendet för sin försteförare, och även om det var Darren Manning och Ryan Briscoe som fick gå, uppgavs även Dixon ligga illa till för att få fortsatt förtroende, speciellt som Ganassi med stöd ifrån Honda (inför stallets motorbyte) värvade säsongens mästare Dan Wheldon från Andretti Green Racing. Dixon var satt under hård press, men lyckades vinna på Watkins Glen i slutet av säsongen, och det var på konventionella racerbanor som Dixon tog tre av sina fyra resultat bland de tio bästa. Segern räddade hans körning till teamet, och han förstärkte sina aktier, genom att tillsammans med Wheldon och Casey Mears vinna Daytona 24-timmars för sportvagnar, i januari 2006.

### 2006
Dixon hade med motorer från Honda en realistisk chans att tävla om segrar, men i säsongens inledning var det Wheldon som hade övertaget, med seger på Homestead, samtidigt som Dixon blev femma. I den andra tävlingen i Saint Petersburg blev han däremot tvåa, men en niondeplats på Motegi och en sjätteplats i Indianapolis 500 gjorde att han såg ut att vara på väg att bli avhängd ifrån titelfajten, samtidigt som Wheldon låg 19 poäng före. Dixon tog sin femte seger i IndyCar på Watkins Glen, då han upprepade bedriften från året innan. Det var första gången IndyCar Series hade kört en tävling på blött underlag, något som Dixon behärskade perfekt. Hans titelrivaler Hélio Castroneves, Sam Hornish Jr. och Wheldon misslyckades alla med att ta högre poäng, vilket gav Dixon andraplatsen i serien efter fem omgångar. Dixon förlorade därefter knappt till Castroneves på Texas Motor Speedway, men slutade tvåa för andra gången under säsongen. Sommaren gav inga större resultat, förrän Dixon vann på Nashville Superspeedway precis före Wheldon, vilket med Castroneves svaga formkurva gjorde att Dixon låg tvåa bakom Hornish. De två kommande tävlingarna orsakade att han inte skulle bli en allvarlig konkurrent till titeln, då han inte tog några framskjutna placeringar. Dixon och Wheldon kom ändå att ta flest poäng av titelkandidaterna under de tre sista racen, men Dixons hade inte samma tur med andra förares resultat som under hans titelsäsong 2003, och fick till slut nöja sig med en fjärdeplats. Hans insats hade dock gjort att alla tvivel kring hans förmåga som förare hade tystnat. 

### 2007
2007 års säsong var en framgångsrik säsong för Dixon, som dessutom inkluderade ett personligt segerrekord. Han inledde med att bli tvåa bakom Wheldon på Homestead, och sedan nå samma resultat i Saint Petersburg, den här gången bakom Castroneves. Det gjorde att han gick upp i mästerskapsledning för första gången sedan säsongsfinalen 2003. Dixon fortsatte att hålla en osannolik jämn nivå under våren, med bland annat en andraplats i Indianapolis 500 bakom Dario Franchitti, som framträdde som mästerskapsfavorit. Säsongen skulle handla om dessa bägge, även om Wheldon skulle hänga med tills halva säsongen, då Franchitti och Dixon drog ifrån i en allt snabbare takt. Ett par segrar från Franchitti ökade avståndet till 65 poäng, och ingen hade förlorat en titel ifrån det avståndet tidigare. Dixon drog igång en jakt på Franchittis ledning genom att ta ett hattrick på Watkins Glen. Han vann dessutom för andra året i rad på Nashville, samt tog en övertygande seger på Mid-Ohio, men Franchitti slutade på prispallens lägre platser i alla tre racen, så vinsterna hade haft en begränsad effekt i mästerskapet. De tre raka segrarna var dock Dixons dittills mest framgångsrika period i karriären, och hade dessutom knäckt Wheldons säsong totalt, då engelsmannen inte kom i närheten av Dixons fart på de konventionella racerbanorna. Dixons form bedarrade något med ett par brutna lopp i fortsättningen, men Franchittis insatser var ännu darrigare, och genom en seger på Sears Point tog Dixon ledningen i mästerskapet. Det brutna loppet i Detroit visade sig dock vara ödesdigert för titelchanserna, då Franchitti återtog ledningen och satte Dixon under press att besegra honom i det sista loppet på Chicagoland Speedway. Han tog en chansning att köra på lite bränsle mot slutet av tävlingen, men Franchittis bränsleekonomi var bättre, och då alla andra förare var varvade efter depåstopp handlade det om vems bränsle som skulle räcka. Dixon fick slut i sista kurvan, och Franchitti kunde köra förbi och ta segern samt titeln. Dixon slutade som tvåa efter sin statistiskt sett bästa säsong i karriären.

### 2008
Dixon vann premiären i 2008 års säsong på Homestead, och låg tvåa i mästerskapet efter fyra race, efter att ha varit i ledningen under stora delar av alla tre ovallopp som körts innan Indianapolis 500, utan att vinna i Japan eller på Kansas Speedway. I bägge dessa race slutade han på tredje plats, vilket gjord ett han låg sex poäng efter mästerskapsledaren Hélio Castroneves. Dixon dominerade Indy 500, genom att ta pole och vinst, och dessutom leda flest varv. Dixon och Wheldon hade ett klart övertag hela månaden som evenemanget pågick, och när Wheldon fick problem med bilens beteende under den andra halvan av tävlingen kunde Dixon ta segern före Vitor Meira. Det var Ganassis första seger i tävlingen sedan Juan Pablo Montoya 2000. Han fortsatte med att sätta press på Ryan Briscoe mot slutet i Milwaukee, men bli tvåa i mål, innan han vann sin tredje seger för säsongen på Texas Motor Speedway, efter ännu en pole och dominant race. Dixon fick pole på Iowa Speedway sedan kvalet regnat bort. I tävlingen hade han problem med greppet, och föll till fjärde plats i tävlingen. Efter en tredje plats på Richmond och en snurrning bakom säkerhetsbilen på Watkins Glen (där han var nära sin fjärde raka seger). I den följande tävlingen på Nashville tog Dixon en turlig seger, sedan han missade att gå in depån vid ett gulflaggstillfälle, och hade brist på bränsle, när loppet avbröts på grund av regn, vilket lämnade Dixon och Wheldon först på banan. Det gav Dixon 63 poängs ledning över Castroneves i mästerskapet. Han följde upp det genom att följa Briscoe och Castroneves i mål på Mid-Ohio, innan han klarade av att vinna i både Edmonton och Kentucky, men Castroneves var tvåa i båda tävlingarna, vilket gjorde att Dixons titel fortfarande inte var säkrad, även om ledningen var 78 poäng vid tillfället. Castroneves hade tagit en rad pallplaceringar, och när Dixon misslyckades med att komma bland de tio bästa på Sears Point, samtidigt som Castroneves vann, öppnade sig mästerskapet återigen. I Detroit såg det ut som Dixon skulle säkra titeln, när han tog pole och dominerade inledningen av tävlingen. Ganassi tog dock ett strategiskt beslut som kom att kosta honom segern, när man som enda team kallade in honom under den första gulflaggan. Castroneves blockerade Justin Wilson, när Wilson försökte köra förbi honom mot slutet, och blev beordrad att släppa förbi honom mot slutet av tävlingen, vilket gjorde att Dixons femteplats och Castroneves andraplats gav ett 30 poängs övertag för Dixon inför sista tävlingen på Chicagoland Speedway. Det skulle räcka med en åttondeplats för honom i finalen för att säkra titeln, och chanserna såg ut att öka betänkligt efter att Castroneves kört under den gula linjen under ett av de fyra kvalvarven. Castroneves flög dock fram i tävlingen, och såg ett tag ut att vinna med Dixon långt nere i fältet, vilket skulle göra att Dixon tappade titeln. Han kom dock tillbaka, och körde sida vid sida med brasilianaren under det sista varvet, innan han fångades upp vid mållinjen 0.001 sekunder före. En närmare titt visade dock att Castroneves hade vunnit med 0.005 sekunder, men Dixon blev ändå mästare, i kraft av hans marginal innan tävlingen. Han utsågs till årets idrottsman i Nya Zeeland samma år.

### 2009
Dixon kraschade i slutskedet av de två första tävlingarna, vilket gjorde att han hamnade efter de andra titelkandidaterna. Han vann säsongens tredje deltävling på Kansas Speedway, vilket gjorde att han efter tre deltävlingar låg fyra i tabellen. Han blev sexa i Indianapolis 500, efter att det sista depåstoppet blivit misslyckat, men kom tillbaka redan nästa helg och vann på Milwaukee Mile, efter att ha passerat Ryan Briscoe i samband med en varvning av Tomas Scheckter med 25 varv kvar. Det gjorde att Dixon ledde serien efter fem deltävlingar.

## IndyCar

### Säsonger
| År   | Team                | Chassi          | Motor     | Plats | Segrar | Tvåa | Trea | Poäng |
| ---- | ------------------- | --------------- | --------- | ----- | ------ | ---- | ---- | ----- |
| 2003 | Chip Ganassi Racing | G-Force         | Toyota    | 1     | 3      | 5    | 0    | 507   |
| 2004 | Chip Ganassi Racing | G-Force         | Toyota    | 10    | 0      | 1    | 0    | 355   |
| 2005 | Chip Ganassi Racing | Panoz / Dallara | Toyota    | 13    | 1      | 0    | 0    | 321   |
| 2006 | Chip Ganassi Racing | Dallara / Panoz | Honda     | 4     | 2      | 4    | 0    | 460   |
| 2007 | Chip Ganassi Racing | Dallara         | Honda     | 2     | 4      | 6    | 0    | 624   |
| 2008 | Chip Ganassi Racing | Dallara         | Honda     | 1     | 6      | 2    | 4    | 646   |
| 2009 | Chip Ganassi Racing | Dallara         | Honda     | 2     | 5      | 1    | 4    | 605   |
| 2010 | Chip Ganassi Racing | Dallara         | Honda     | 3     | 3      | 2    | 0    | 547   |
| 2011 | Chip Ganassi Racing | Dallara         | Honda     | 3     | 2      | 4    | 3    | 518   |
| 2012 | Chip Ganassi Racing | Dallara DW12    | Honda     | 3     | 2      | 3    | 1    | 435   |
| 2013 | Chip Ganassi Racing | Dallara DW12    | Honda     | 1     | 4      | 2    | 0    | 577   |
| 2014 | Chip Ganassi Racing | Dallara DW12    | Chevrolet | 3     | 2      | 1    | 3    | 604   |
| 2024 | Chip Ganassi Racing | Dallara DW12    | Honda     | 3     | 2      | 0    | 2    | 538   |

### Segrar
| Nr | Bana             | År   |
| -- | ---------------- | ---- |
| 1  | Homestead        | 2003 |
| 2  | Pikes Peak       | 2003 |
| 3  | Richmond         | 2003 |
| 4  | Watkins Glen     | 2005 |
| 5  | Watkins Glen     | 2006 |
| 6  | Nashville        | 2006 |
| 7  | Watkins Glen     | 2007 |
| 8  | Nashville        | 2007 |
| 9  | Mid-Ohio         | 2007 |
| 10 | Sears Point      | 2007 |
| 11 | Homestead        | 2008 |
| 12 | Indianapolis 500 | 2008 |
| 13 | Texas            | 2008 |
| 14 | Nashville        | 2008 |
| 15 | Edmonton         | 2008 |
| 16 | Kentucky         | 2008 |
| 17 | Kansas           | 2009 |
| 18 | Milwaukee        | 2009 |
| 19 | Richmond         | 2009 |
| 20 | Mid-Ohio         | 2009 |
| 21 | Motegi           | 2009 |
| 22 | Kansas           | 2010 |
| 23 | Edmonton         | 2010 |
| 24 | Homestead        | 2010 |
| 25 | Mid-Ohio         | 2011 |
| 26 | Motegi           | 2011 |
| 27 | Detroit          | 2012 |
| 28 | Mid-Ohio         | 2012 |
| 29 | Pocono           | 2013 |
| 30 | Toronto (Race 1) | 2013 |
| 31 | Toronto (Race 2) | 2013 |
| 32 | Houston (Race 1) | 2013 |
| 33 | Mid-Ohio         | 2014 |
| 34 | Sonoma           | 2014 |

### Andraplatser
| Nr | Bana             | År   |
| -- | ---------------- | ---- |
| 1  | Nashville        | 2003 |
| 2  | Kentucky         | 2003 |
| 3  | Chicagoland      | 2003 |
| 4  | Fontana          | 2003 |
| 5  | Texas            | 2003 |
| 6  | Phoenix          | 2004 |
| 7  | Saint Petersburg | 2006 |
| 8  | Texas            | 2006 |
| 9  | Kentucky         | 2006 |
| 10 | Chicagoland      | 2006 |
| 11 | Homestead        | 2007 |
| 12 | Saint Petersburg | 2007 |
| 13 | Indianapolis 500 | 2007 |
| 14 | Richmond         | 2007 |
| 15 | Kentucky         | 2007 |
| 16 | Chicagoland      | 2007 |
| 17 | Milwaukee        | 2008 |
| 18 | Chicagoland      | 2008 |
| 19 | Chicagoland      | 2009 |
| 20 | Richmond         | 2010 |
| 21 | Alabama          | 2010 |
| 22 | Sonoma           | 2010 |
| 23 | Alabama          | 2011 |
| 24 | Texas (Race 1)   | 2011 |
| 25 | Texas (Race 2)   | 2011 |
| 26 | Toronto          | 2011 |
| 27 | Saint Petersburg | 2012 |
| 28 | Alabama          | 2012 |
| 29 | Indianapolis     | 2012 |
| 30 | Alabama          | 2013 |
| 31 | Houston (Race 2) | 2013 |

### Tredjeplatser
| Nr | Bana         | År   |
| -- | ------------ | ---- |
| 1  | Motegi       | 2008 |
| 2  | Kansas       | 2008 |
| 3  | Richmond     | 2008 |
| 4  | Mid-Ohio     | 2008 |
| 5  | Watkins Glen | 2009 |
| 6  | Edmonton     | 2009 |
| 7  | Homestead    | 2009 |
| 8  | Iowa         | 2011 |
| 9  | loudon       | 2011 |
| 10 | Kentucky     | 2011 |
| 11 | Fontana      | 2012 |
| 12 | Alabama      | 2014 |

### Pole position
| Nr | Bana             | År   |
| -- | ---------------- | ---- |
| 1  | Motegi           | 2003 |
| 2  | Richmond         | 2003 |
| 3  | Kansas           | 2003 |
| 4  | Nashville        | 2003 |
| 5  | Nazareth         | 2003 |
| 6  | Sears Point      | 2006 |
| 7  | Iowa             | 2007 |
| 8  | Nashville        | 2007 |
| 9  | Homestead        | 2008 |
| 10 | Kansas           | 2008 |
| 11 | Indianapolis 500 | 2008 |
| 12 | Texas            | 2008 |
| 13 | Iowa             | 2008 |
| 14 | Kentucky         | 2008 |
| 15 | Detroit          | 2008 |
| 16 | Kentucky         | 2009 |
| 17 | Motegi           | 2009 |
| 18 | Mid-Ohio         | 2011 |
| 19 | Motegi           | 2011 |
| 20 | Detroit          | 2012 |
| 21 | Toronto          | 2013 |
| 22 | Baltimore        | 2013 |
| 23 | Mid-Ohio         | 2014 |

### Snabbaste varv
| Nr | Bana             | År   |
| -- | ---------------- | ---- |
| 1  | Phoenix          | 2003 |
| 2  | Gateway          | 2003 |
| 3  | Fontana          | 2003 |
| 4  | Watkins Glen     | 2005 |
| 5  | Homestead        | 2006 |
| 6  | Motegi           | 2006 |
| 7  | Indianapolis 500 | 2006 |
| 8  | Kansas           | 2008 |
| 9  | Milwaukee        | 2008 |
| 10 | Milwaukee        | 2009 |
| 11 | Richmond         | 2009 |
| 12 | Mid-Ohio         | 2009 |
| 13 | Motegi           | 2009 |
| 14 | Homestead        | 2009 |
| 15 | Edmonton         | 2010 |
| 16 | Chicagoland      | 2010 |
| 17 | Alabama          | 2011 |
| 18 | Texas (Race 2)   | 2011 |
| 19 | Mid-Ohio         | 2011 |
| 20 | Alabama          | 2014 |
| 21 | Detroit          | 2014 |

## Segrar Champ Car
| Nr | Bana     | År   |
| -- | -------- | ---- |
| 1  | Nazareth | 2001 |